# Fußballclub Hansa Rostock 1991-1992
Questa voce raccoglie le informazioni riguardanti il Fußballclub Hansa Rostock nelle competizioni ufficiali della stagione 1991-1992.

## Stagione
Nella stagione 1991-1992 l'Hansa Rostock, allenato da Uwe Reinders e Erich Rutemöller, concluse il campionato di Bundesliga al 18º posto e fu retrocesso in 2. Bundesliga. In Coppa di Germania l'Hansa Rostock fu eliminato al terzo turno dal Fortuna Colonia. In Supercoppa di Germania l'Hansa Rostock fu eliminato in semifinale dal Kaiserslautern. In Coppa dei Campioni l'Hansa Rostock fu eliminato al primo turno dal Barcellona.

## Rosa
| N. |                      | Ruolo | Calciatore       |
| -- | -------------------- | ----- | ---------------- |
|    | Germania (bandiera)  | P     | Daniel Hoffmann  |
|    | Germania (bandiera)  | P     | Thomas Köhler    |
|    | Germania (bandiera)  | P     | Jens Kunath      |
|    | Germania (bandiera)  | D     | Gernot Alms      |
|    | Germania (bandiera)  | D     | Heiko März       |
|    | Germania (bandiera)  | D     | Axel Rietentiet  |
|    | Germania (bandiera)  | D     | Frank Rillich    |
|    | Rep. Ceca (bandiera) | D     | František Straka |
|    | Germania (bandiera)  | D     | Mike Werner      |
|    | Germania (bandiera)  | C     | Stefan Böger     |
|    | Germania (bandiera)  | C     | Jens Dowe        |
|    | Germania (bandiera)  | C     | Thomas Lässig    |
|    | Germania (bandiera)  | C     | Sven Oldenburg   |

| N. |                      | Ruolo | Calciatore          |
| -- | -------------------- | ----- | ------------------- |
|    | Germania (bandiera)  | C     | Niels Schlotterbeck |
|    | Germania (bandiera)  | C     | Juri Schlünz        |
|    | Germania (bandiera)  | C     | Axel Schulz         |
|    | Germania (bandiera)  | C     | Michael Spies       |
|    | Germania (bandiera)  | C     | Jens Wahl           |
|    | Germania (bandiera)  | C     | Hilmar Weilandt     |
|    | Germania (bandiera)  | A     | Olaf Bodden         |
|    | Germania (bandiera)  | A     | Harald Krämer       |
|    | Germania (bandiera)  | A     | Stefan Persigehl    |
|    | Germania (bandiera)  | A     | Thomas Reif         |
|    | Rep. Ceca (bandiera) | A     | Roman Sedláček      |
|    | Germania (bandiera)  | A     | Florian Weichert    |

## Organigramma societario
Area tecnica
- Allenatore: Erich Rutemöller
- Allenatore in seconda: Jürgen Decker
- Preparatore dei portieri:
- Preparatori atletici:

## Calciomercato

### Sessione estiva
| Acquisti | Acquisti         | Acquisti            | Acquisti |
| R.       | Nome             | da                  | Modalità |
| -------- | ---------------- | ------------------- | -------- |
| C        | Stefan Böger     | Carl Zeiss Jena     |          |
| P        | Thomas Köhler    | Dinamo Dresda       |          |
| A        | Harald Krämer    | Chemnitz            |          |
| C        | Oldřich Machala  | Sigma Olomouc       |          |
| A        | Stefan Persigehl | Erzgebirge Aue      |          |
| A        | Roman Sedláček   | Sigma Olomouc       |          |
| C        | Michael Spies    | Borussia M'gladbach |          |
| D        | František Straka | Borussia M'gladbach |          |

| Cessioni | Cessioni        | Cessioni        | Cessioni |
| R.       | Nome            | a               | Modalità |
| -------- | --------------- | --------------- | -------- |
| D        | Paul Caligiuri  | Friburgo        |          |
| A        | Henri Fuchs     | Colonia         |          |
| D        | Thomas Gansauge | FC Elmshorn     |          |
| A        | Volker Röhrich  | Fortuna Colonia |          |

### Sessione invernale
| Acquisti | Acquisti            | Acquisti | Acquisti |
| R.       | Nome                | da       | Modalità |
| -------- | ------------------- | -------- | -------- |
| C        | Niels Schlotterbeck | Duisburg |          |

| Cessioni | Cessioni             | Cessioni   | Cessioni |
| R.       | Nome                 | a          | Modalità |
| -------- | -------------------- | ---------- | -------- |
| C        | Andreas Babendererde | Hallescher |          |
| C        | Oldřich Machala      | Oldenburg  |          |

## Risultati

### Bundesliga

#### Girone di andata
| Arbitro: | Malbranc |

|                                                 |           |  |
| Weichert 27’, 51’ Sedláček 53’ Spies 90’ (rig.) | Marcatori |  |

| Arbitro: | Löwer |

|              |           |                       |
| Wohlfarth 3’ | Marcatori | 21’ Sedláček 67’ Wahl |

| Arbitro: | Mierswa |

|                                                          |           |               |
| Böger 28’ Sedláček 45’, 68’ Spies 47’ (rig.), 82’ (rig.) | Marcatori | 66’ Chapuisat |

| Arbitro: | Führer |

|                                   |           |  |
| Sammer 25’ Walter 49’ Gaudino 84’ | Marcatori |  |

| Arbitro: | Harder |

|                         |           |          |
| Spies 42’ Persigehl 64’ | Marcatori | 21’ Fach |

| Bochum 27 agosto 1991, ore 18:30 CEST 6ª giornata | Wattenscheid 09 | 0 – 0 referto | Hansa Rostock | Lohrheidestadion (6 500 spett.)\| Arbitro: \| Scheuerer \| |
| Arbitro:                                          | Scheuerer       |               |               |                                                            |

| Arbitro: | Kasper |

|                        |           |                      |
| Weichert 15’ Spies 72’ | Marcatori | 45’, 62’ (rig.) Kree |

| Arbitro: | Best |

|                         |           |  |
| Lyutiy 45’ Notthoff 54’ | Marcatori |  |

| Arbitro: | Krug |

|             |           |                       |
| Schlünz 84’ | Marcatori | 50’ Rolff 87’ Wittwer |

| Arbitro: | Steinborn |

|         |           |  |
| Bode 8’ | Marcatori |  |

| Arbitro: | Strampe |

|             |           |              |
| Richter 52’ | Marcatori | 12’ Weichert |

| Arbitro: | Stenzel |

|                                       |           |             |
| Wahl 25’ (rig.) Machala 67’ Spies 84’ | Marcatori | 36’ Demandt |

| Arbitro: | Boos |

|                                                          |           |  |
| Christensen 1’ Güttler 11’ Borodjuk 62’ Leifeld 83’, 86’ | Marcatori |  |

| Arbitro: | Weber |

|                                 |           |  |
| Wahl 46’ Spies 51’ Weichert 88’ | Marcatori |  |

| Arbitro: | Harder |

|                                 |           |                    |
| Kempe 12’ Wegmann 19’ Bonan 32’ | Marcatori | 80’ Spies 83’ Dowe |

| Arbitro: | Osmers |

|               |           |          |
| Persigehl 51’ | Marcatori | 9’ Fuchs |

| Arbitro: | Albrecht |

|                                       |           |  |
| Kuntz 30’ Böger 62’ (aut.) Scherr 88’ | Marcatori |  |

| Arbitro: | Föckler |

|            |           |                     |
| Bodden 59’ | Marcatori | 27’ Bode 71’ Furtok |

| Arbitro: | Löwer |

|                      |           |  |
| Weber 46’ Yeboah 48’ | Marcatori |  |

#### Girone di ritorno
| Norimberga 30 novembre 1991, ore 15:30 CET 20ª giornata | Norimberga | 0 – 0 referto | Hansa Rostock | Frankenstadion (27 000 spett.)\| Arbitro: \| Aust \| |
| Arbitro:                                                | Aust       |               |               |                                                      |

| Arbitro: | Habermann |

|                |           |               |
| Spies 72’, 77’ | Marcatori | 62’ Reinhardt |

| Arbitro: | Strampe |

|                                             |           |          |
| Wahl 4’ (aut.) Rummenigge 34’, 76’ Karl 66’ | Marcatori | 73’ Dowe |

| Arbitro: | Merk |

|                             |           |  |
| Schlotterbeck 27’ Spies 49’ | Marcatori |  |

| Arbitro: | Scheuerer |

|         |           |                   |
| Max 16’ | Marcatori | 47’ Schlotterbeck |

| Arbitro: | Neuner |

|         |           |           |
| Dowe 4’ | Marcatori | 45’ Moser |

| Arbitro: | Malbranc |

|                               |           |  |
| Foda 17’ Kirsten 67’ Thom 79’ | Marcatori |  |

| Rostock 6 marzo 1992, ore 20:00 CET 27ª giornata | Hansa Rostock | 0 – 0 referto | Duisburg | Ostseestadion (9 500 spett.)\| Arbitro: \| Wiesel \| |
| Arbitro:                                         | Wiesel        |               |          |                                                      |

| Arbitro: | Prengel |

|                       |           |           |
| Šmarov 31’ Scholl 52’ | Marcatori | 17’ Spies |

| Rostock 21 marzo 1992, ore 15:30 CET 29ª giornata | Hansa Rostock | 0 – 0 referto | Werder Brema | Ostseestadion (12 000 spett.)\| Arbitro: \| Führer \| |
| Arbitro:                                          | Führer        |               |              |                                                       |

| Arbitro: | Kasper |

|                  |           |                    |
| Schlünz 27’, 61’ | Marcatori | 47’ Keim 76’ Marin |

| Düsseldorf 4 aprile 1992, ore 15:30 CEST 31ª giornata | Fortuna Düsseldorf | 0 – 0 referto | Hansa Rostock | Rheinstadion (6 000 spett.)\| Arbitro: \| Steinborn \| |
| Arbitro:                                              | Steinborn          |               |               |                                                        |

| Arbitro: | Theobald |

|                         |           |  |
| Bodden 12’ Weichert 61’ | Marcatori |  |

| Arbitro: | Assenmacher |

|                        |           |           |
| Kmetsch 50’ Zander 82’ | Marcatori | 48’ Spies |

| Arbitro: | Ziller |

|  |           |                             |
|  | Marcatori | 6’ (aut.) Böger 73’ Wegmann |

| Arbitro: | Amerell |

|                                |           |               |
| Sturm 40’ Fuchs 48’ Janßen 70’ | Marcatori | 12’ Persigehl |

| Arbitro: | Harder |

|  |           |           |
|  | Marcatori | 90’ Kuntz |

| Arbitro: | Dellwing |

|             |           |  |
| Émerson 66’ | Marcatori |  |

| Arbitro: | Berg |

|                    |           |           |
| Dowe 63’ Böger 90’ | Marcatori | 66’ Kruse |

### Coppa di Germania
| Arbitro: | Fröhlich |

|                          |           |                 |
| Dowe 61’, 69’ Krämer 75’ | Marcatori | 65’ (aut.) Alms |

| Arbitro: | Prengel |

|                                                    |           |                            |
| Meyer 57’, 90’ Pasul'ko 88’ Lottner 102’ Friz 112’ | Marcatori | 8’ Wahl 19’, 84’ Persigehl |

### Supercoppa di Germania
| Arbitro: | Amerell |

|              |           |                         |
| Weichert 58’ | Marcatori | 25’ Witeczek 44’ Dooley |

### Coppa dei Campioni
| Arbitro: | Constantin |

|                                  |           |  |
| Laudrup 25’, 46’ Dowe 76’ (aut.) | Marcatori |  |

| Arbitro: | Pairetto |

|           |           |  |
| Spies 64’ | Marcatori |  |

## Statistiche

### Statistiche di squadra
| Competizione           | Punti | In casa | In casa | In casa | In casa | In casa | In casa | In trasferta | In trasferta | In trasferta | In trasferta | In trasferta | In trasferta | Totale | Totale | Totale | Totale | Totale | Totale | DR  |
| Competizione           | Punti | G       | V       | N       | P       | Gf      | Gs      | G            | V            | N            | P            | Gf           | Gs           | G      | V      | N      | P      | Gf     | Gs     | DR  |
| ---------------------- | ----- | ------- | ------- | ------- | ------- | ------- | ------- | ------------ | ------------ | ------------ | ------------ | ------------ | ------------ | ------ | ------ | ------ | ------ | ------ | ------ | --- |
| Bundesliga             | 31    | 19      | 9       | 6       | 4       | 33      | 18      | 19           | 1            | 5            | 13           | 10           | 37           | 38     | 10     | 11     | 17     | 43     | 55     | -12 |
| Coppa di Germania      | -     | 1       | 1       | 0       | 0       | 3       | 1       | 1            | 0            | 0            | 1            | 3            | 5            | 2      | 1      | 0      | 1      | 6      | 6      | 0   |
| Supercoppa di Germania | -     | 1       | 0       | 0       | 1       | 1       | 2       | 0            | 0            | 0            | 0            | 0            | 0            | 1      | 0      | 0      | 1      | 1      | 2      | -1  |
| Coppa dei Campioni     | -     | 1       | 1       | 0       | 0       | 1       | 0       | 1            | 0            | 0            | 1            | 0            | 3            | 2      | 1      | 0      | 1      | 1      | 3      | -2  |
| Totale                 | 31    | 22      | 11      | 6       | 5       | 38      | 21      | 21           | 1            | 5            | 15           | 13           | 45           | 43     | 12     | 11     | 20     | 51     | 66     | -15 |

### Andamento in campionato
| Giornata  | 1 | 2 | 3 | 4 | 5 | 6 | 7 | 8 | 9 | 10 | 11 | 12 | 13 | 14 | 15 | 16 | 17 | 18 | 19 | 20 | 21 | 22 | 23 | 24 | 25 | 26 | 27 | 28 | 29 | 30 | 31 | 32 | 33 | 34 | 35 | 36 | 37 | 38 |
| --------- | - | - | - | - | - | - | - | - | - | -- | -- | -- | -- | -- | -- | -- | -- | -- | -- | -- | -- | -- | -- | -- | -- | -- | -- | -- | -- | -- | -- | -- | -- | -- | -- | -- | -- | -- |
| Luogo     | C | T | C | T | C | T | C | T | C | T  | T  | C  | T  | C  | T  | C  | T  | C  | T  | T  | C  | T  | C  | T  | C  | T  | C  | T  | C  | C  | T  | C  | T  | C  | T  | C  | T  | C  |
| Risultato | V | V | V | P | V | N | N | P | P | P  | N  | V  | P  | V  | P  | N  | P  | P  | P  | N  | V  | P  | V  | N  | N  | P  | N  | P  | N  | N  | N  | V  | P  | P  | P  | P  | P  | V  |
| Posizione | 1 | 2 | 1 | 1 | 1 | 2 | 1 | 3 | 7 | 11 | 11 | 6  | 12 | 9  | 10 | 9  | 12 | 14 | 15 | 14 | 13 | 15 | 12 | 12 | 12 | 14 | 13 | 15 | 15 | 15 | 14 | 13 | 13 | 16 | 17 | 19 | 19 | 18 |

Legenda:

Luogo: C = Casa; T = Trasferta. Risultato: V = Vittoria; N = Pareggio; P = Sconfitta.

### Statistiche dei giocatori
| Giocatore        | Bundesliga | Bundesliga | Bundesliga  | Bundesliga | Coppa di Germania | Coppa di Germania | Coppa di Germania | Coppa di Germania | Supercoppa di Germania | Supercoppa di Germania | Supercoppa di Germania | Supercoppa di Germania | Coppa dei Campioni | Coppa dei Campioni | Coppa dei Campioni | Coppa dei Campioni | Totale   | Totale | Totale      | Totale     |
| Giocatore        | Presenze   | Reti       | Ammonizioni | Espulsioni | Presenze          | Reti              | Ammonizioni       | Espulsioni        | Presenze               | Reti                   | Ammonizioni            | Espulsioni             | Presenze           | Reti               | Ammonizioni        | Espulsioni         | Presenze | Reti   | Ammonizioni | Espulsioni |
| ---------------- | ---------- | ---------- | ----------- | ---------- | ----------------- | ----------------- | ----------------- | ----------------- | ---------------------- | ---------------------- | ---------------------- | ---------------------- | ------------------ | ------------------ | ------------------ | ------------------ | -------- | ------ | ----------- | ---------- |
| G. Alms          | 34         | 0          | 5           | 1          | 2                 | 0                 | 0                 | 0                 | 1                      | 0                      | 0                      | 0                      | 2                  | 0                  | 0                  | 0                  | 39       | 0      | 5           | 1          |
| A. Babendererde  | 1          | 0          | 0           | 0          | 1                 | 0                 | 0                 | 0                 | 0                      | 0                      | 0                      | 0                      | 0                  | 0                  | 0                  | 0                  | 2        | 0      | 0           | 0          |
| O. Bodden        | 22         | 2          | 3           | 0          | 0                 | 0                 | 0                 | 0                 | 0                      | 0                      | 0                      | 0                      | 1                  | 0                  | 1                  | 0                  | 23       | 2      | 4           | 0          |
| S. Böger         | 34         | 2          | 9           | 0          | 1                 | 0                 | 0                 | 0                 | 1                      | 0                      | 0                      | 0                      | 2                  | 0                  | 0                  | 0                  | 38       | 2      | 9           | 0          |
| J. Dowe          | 37         | 4          | 5           | 0          | 2                 | 2                 | 0                 | 0                 | 1                      | 0                      | 0                      | 0                      | 1                  | 0                  | 0                  | 0                  | 41       | 6      | 5           | 0          |
| D. Hoffmann      | 30         | 0          | 2           | 2          | 0                 | 0                 | 0                 | 0                 | 0                      | 0                      | 0                      | 0                      | 2                  | 0                  | 0                  | 0                  | 32       | 0      | 2           | 2          |
| H. Krämer        | 6          | 0          | 0           | 0          | 2                 | 1                 | 0                 | 0                 | 0                      | 0                      | 0                      | 0                      | 2                  | 0                  | 0                  | 0                  | 10       | 1      | 0           | 0          |
| J. Kunath        | 9          | 0          | 1           | 0          | 2                 | 0                 | 0                 | 0                 | 1                      | 0                      | 0                      | 0                      | 0                  | 0                  | 0                  | 0                  | 12       | 0      | 1           | 0          |
| T. Köhler        | 0          | 0          | 0           | 0          | 0                 | 0                 | 0                 | 0                 | 0                      | 0                      | 0                      | 0                      | 0                  | 0                  | 0                  | 0                  | 0        | 0      | 0           | 0          |
| T. Lässig        | 3          | 0          | 1           | 0          | 0                 | 0                 | 0                 | 0                 | 0                      | 0                      | 0                      | 0                      | 0                  | 0                  | 0                  | 0                  | 3        | 0      | 1           | 0          |
| O. Machala       | 15         | 1          | 1           | 0          | 2                 | 0                 | 0                 | 0                 | 0                      | 0                      | 0                      | 0                      | 2                  | 0                  | 0                  | 0                  | 19       | 1      | 1           | 0          |
| H. März          | 35         | 0          | 12          | 0          | 1                 | 0                 | 0                 | 0                 | 1                      | 0                      | 0                      | 0                      | 1                  | 0                  | 1                  | 0                  | 38       | 0      | 13          | 0          |
| S. Oldenburg     | 7          | 0          | 2           | 0          | 2                 | 0                 | 0                 | 0                 | 1                      | 0                      | 0                      | 0                      | 0                  | 0                  | 0                  | 0                  | 10       | 0      | 2           | 0          |
| S. Persigehl     | 34         | 3          | 9           | 0          | 2                 | 2                 | 0                 | 0                 | 1                      | 0                      | 0                      | 0                      | 2                  | 0                  | 0                  | 0                  | 39       | 5      | 9           | 0          |
| T. Reif          | 0          | 0          | 0           | 0          | 0                 | 0                 | 0                 | 0                 | 0                      | 0                      | 0                      | 0                      | 0                  | 0                  | 0                  | 0                  | 0        | 0      | 0           | 0          |
| A. Rietentiet    | 0          | 0          | 0           | 0          | 0                 | 0                 | 0                 | 0                 | 0                      | 0                      | 0                      | 0                      | 0                  | 0                  | 0                  | 0                  | 0        | 0      | 0           | 0          |
| F. Rillich       | 0          | 0          | 0           | 0          | 0                 | 0                 | 0                 | 0                 | 0                      | 0                      | 0                      | 0                      | 0                  | 0                  | 0                  | 0                  | 0        | 0      | 0           | 0          |
| N. Schlotterbeck | 8          | 2          | 1           | 0          | 0                 | 0                 | 0                 | 0                 | 0                      | 0                      | 0                      | 0                      | 0                  | 0                  | 0                  | 0                  | 8        | 2      | 1           | 0          |
| J. Schlünz       | 25         | 3          | 5           | 0          | 2                 | 0                 | 1                 | 0                 | 1                      | 0                      | 0                      | 1                      | 2                  | 0                  | 0                  | 0                  | 30       | 3      | 6           | 1          |
| A. Schulz        | 8          | 0          | 3           | 0          | 2                 | 0                 | 0                 | 0                 | 0                      | 0                      | 0                      | 0                      | 0                  | 0                  | 0                  | 0                  | 10       | 0      | 3           | 0          |
| R. Sedláček      | 24         | 4          | 3           | 0          | 2                 | 0                 | 0                 | 0                 | 1                      | 0                      | 0                      | 0                      | 2                  | 0                  | 0                  | 0                  | 29       | 4      | 3           | 0          |
| M. Spies         | 38         | 13         | 7           | 0          | 1                 | 0                 | 0                 | 0                 | 1                      | 0                      | 0                      | 0                      | 2                  | 1                  | 0                  | 0                  | 42       | 14     | 7           | 0          |
| F. Straka        | 34         | 0          | 8           | 0          | 0                 | 0                 | 0                 | 0                 | 1                      | 0                      | 0                      | 0                      | 2                  | 0                  | 0                  | 0                  | 37       | 0      | 8           | 0          |
| J. Wahl          | 34         | 3          | 4           | 1          | 2                 | 1                 | 0                 | 0                 | 1                      | 0                      | 0                      | 0                      | 1                  | 0                  | 0                  | 0                  | 38       | 4      | 4           | 1          |
| F. Weichert      | 37         | 6          | 7           | 0          | 0                 | 0                 | 0                 | 0                 | 1                      | 1                      | 0                      | 0                      | 2                  | 0                  | 0                  | 0                  | 40       | 7      | 7           | 0          |
| H. Weilandt      | 8          | 0          | 0           | 0          | 0                 | 0                 | 0                 | 0                 | 0                      | 0                      | 0                      | 0                      | 0                  | 0                  | 0                  | 0                  | 8        | 0      | 0           | 0          |
| M. Werner        | 1          | 0          | 0           | 0          | 0                 | 0                 | 0                 | 0                 | 0                      | 0                      | 0                      | 0                      | 0                  | 0                  | 0                  | 0                  | 1        | 0      | 0           | 0          |